# Palm (lengtemaat)

Maten van de hand, waarbij 3 de palm is

De palm is een oude lengtemaat die afgeleid is van de breedte van de handpalm aan de binnenzijde (vier vingers). In de scheepvaart werd met behulp van deze maat de omvang van het masthout aangeduid. Zo sprak men bijvoorbeeld van een 'mast van 20 palm omtrek'.
Men kende de kleine palm, die ongeveer 3 cm was, en de grote palm, die ongeveer 9,6 cm was.
Toen in 1820 het metrieke stelsel werd ingevoerd, werd de palm gelijkgesteld aan 10 cm, dus een tiende van een meter (toen nog el genoemd) oftewel 10 duimen (de oude naam voor centimeter). In 1869 werden de oude benamingen afgeschaft en werd de naam palm vervangen door de naam decimeter (dm). Waar men echter nog sprak van een vierkante palm bedoelde men 1 dm². Een kubieke palm stond voor 1 dm³ ofwel 1 liter.
In het oude Rome was de palmus minor (of ¼ pes) gelijk aan circa 74 mm, de palmus major (¾ pes) aan circa 222 mm. In delen van Europa en het Middellandse Zeegebied was de palm vroeger gebaseerd op de lengte van de hand in plaats van de breedte.